# Cotonificio Muggiani
L'ex Cotonificio Muggiani (poi Unione Manifatture) è stato un opificio per la filatura del cotone. Situato a Rho (MI), è stato ristrutturato a fine anni novanta e dal 2001 adibito come sede di un supermercato Unes nel piano semi-interrato e nel 2008 di un albergo della catena Italiana Hotels nel resto dell'edificio.
Parte dell'area industriale è stata demolita per dare spazio a diverse nuove costruzioni. L'edificio principale, quello un tempo propriamente destinato alla tessitura, è stato ristrutturato e salvaguardato quale elemento di interesse archeologico-industriale.
Simbolo dell'industria dell'inizio secolo è infatti l'architettura che caratterizza la costruzione. Sobria e funzionale, la si può ritrovare in altri edifici industriali della Lombardia e del vicino Piemonte al centro - sempre a fine anni Novanta - di un importante recupero, da parte dell'autorità statale, in chiave di salvaguardia di apparati che fanno parte della cosiddetta archeologia industriale.

## Storia
I lavori per la costruzione dell'opificio ebbero inizio nel 1902. Prevedevano la realizzazione di quattro piani di filatura con annessa torre. Terminati i lavori nel 1904, l'anno successivo la filatura di cotone ebbe inizio.
La ferrovia portava, tramite un binario di raccordo in un capannone ancora oggi visitabile, il cotone all'industria.

Il cotone grezzo veniva stoccato e filato nell'edificio principale. Ai lati dell'edificio della filatura sorgevano magazzini - demoliti nel 1998 - destinati al trattamento dei materiali e la preparazione al trasporto.
Nel 1909 viene acquistato dall'Unione Manifatture di Parabiago e successivamente nel 1912 l'intera impresa cambiò il nome di Unione Manifatture di Rho. L'Unione Manifatture era una società che gestiva diverse filature del nord italia, tra le quali oltre che a Parabiago e dintorni, si spingeva fino a Verbania, nelle frazioni di Intra, Trobaso e Possaccio.
Annesso al corpo fabbrica, di rilevanza è il piccolo quartiere Muggiani composto da villette plurifamiliari destinate agli operai e costruite dalla stessa società Muggiani che a causa della crisi del settore, sopraggiunta a metà degli anni sessanta fu costretta a chiudere i battenti.

I macchinari vennero trasferiti in altri opifici mentre il complesso industriale è rimasto in completo abbandono per i successivi quarant'anni.

## Cronologia
- 1902: La famiglia Sommaruga di Rho vende all'ingegner Paolo Muggiani un appezzamento di terreno di 1.000.000 m2 vicino alla stazione.
- 1904
  - La Società Muggiani fa domanda al Comune di Rho di concessione edilizia per la costruzione di un impianto di filatura. Richiede inoltre la concessione di strade comunali in zona. Il consiglio comunale approva il progetto e promette di ampliare la strada che da via Porta Ronca porta all'opificio con relativo marciapiede.
  - I progetti del cotonificio Muggiani vincono il Gran Premio dell'Esposizione mondiale di St. Louis.
  - Iniziano i lavori per la costruzione dell'opificio.
  - La filatura di cotone inizia la propria attività.
- 1905: Si registrano numerosi scioperi e proteste da parte degli operai a causa degli orari notturni non regolamentati e per i pesanti turni lavorativi (11 ore) e per il lavoro notturno delle donne.
- 1906: Vengono costruite le case operaie, un quartiere dotato anche di uno spaccio alimentare.
- 1908: Il Credito Italiano chiede spiegazioni alla società Muggiani per il ribasso delle sue azioni. La società smentisce un cattivo andamento dell'attività.
- 1909: A causa dell'andamento pessimo della società, e sotto la pressione dei primi raggruppamenti monopolistici, la manifattura viene ceduta ai senatori Lampugnano e Gajo del gruppo Unione Manifatture di Parabiago che già possedeva filature anche a Nerviano, Villastanza, Pogliano, Intra, Possaccio e Trobaso.
- 1910: Il Cotonificio Muggiani si conferma una delle più grandi realtà produttive lombarde.
- 1912: Viene ribattezzato Unione Manifatture di Rho.
- 1923: Lo stabilimento raggiunge i 900 operai.
- 1952: Gli operai salgono a 1200.
- 1961: Una forte crisi del settore cotoniero dovuto all'affermarsi delle fibre sintetiche, mette in squilibrio l'attività.
- 1962: L'azienda, ormai in aperto stato di in crisi, licenzia oltre 1000 dipendenti scendendo da 1200 a 200 dipendenti. Viene mantenuto però lo stesso standard di produzione.
- 1963: Il consiglio comunale interpella il Sindaco con la richiesta di intercedere per evitare la chiusura dello stabilimento che causerebbe serie ripercussioni di ambito economico sociale nel comprensorio rodense.
- 1963: Lo stabilimento chiude e i macchinari vengono smantellati e trasferiti a Nerviano dove tuttora è visitabile un altro opificio della Unione Manifatture.
- 1990: L'area viene acquistata dalla società ALMA di Saronno.
- 1997: Iniziano i lavori di recupero con lo smantellamento dei magazzini laterali all'edificio principale e della ciminiera.
- 2000: Lo stabile principale dell'opificio viene svuotato e completamente ristrutturato.
- 2001: Apre al piano semi-interrato un moderno supermercato, gli altri 3 rimango in disuso.
- 2006: Ulteriori edifici abitativi sono in fase di costruzione attorno ell'ex opificio.
- 2008: Dopo 7 anni dalla prima ristrutturazione viene nuovamente ridipinto e ristrutturati i 3 piani superiori. Questi ultimi sono stati adibiti a hotel. L'edificio che rimase inalterato esternamente alla prima ristrutturazione viene questa seconda volta modificato esternamente con la creazione di un ulteriore piano, una tettoia all'ingresso e una seconda rampa di scale d'emergenza.

## Galleria d'immagini

Le case operaie Muggiani
L'opificio nel 1910
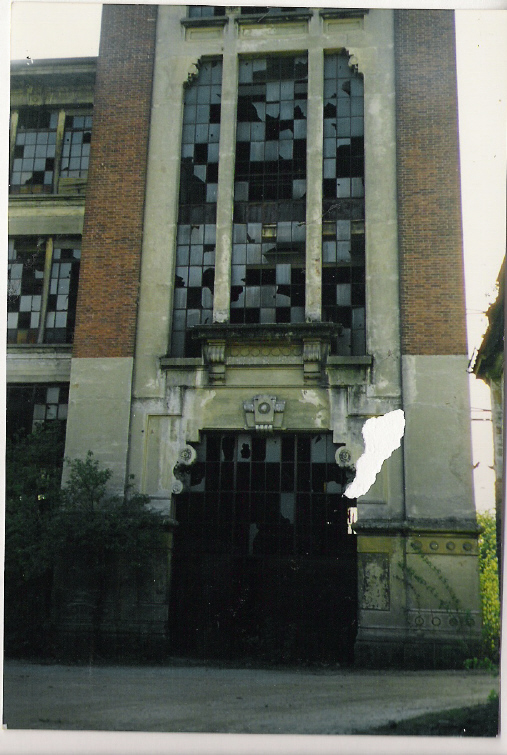
Il sobrio ingresso dismesso
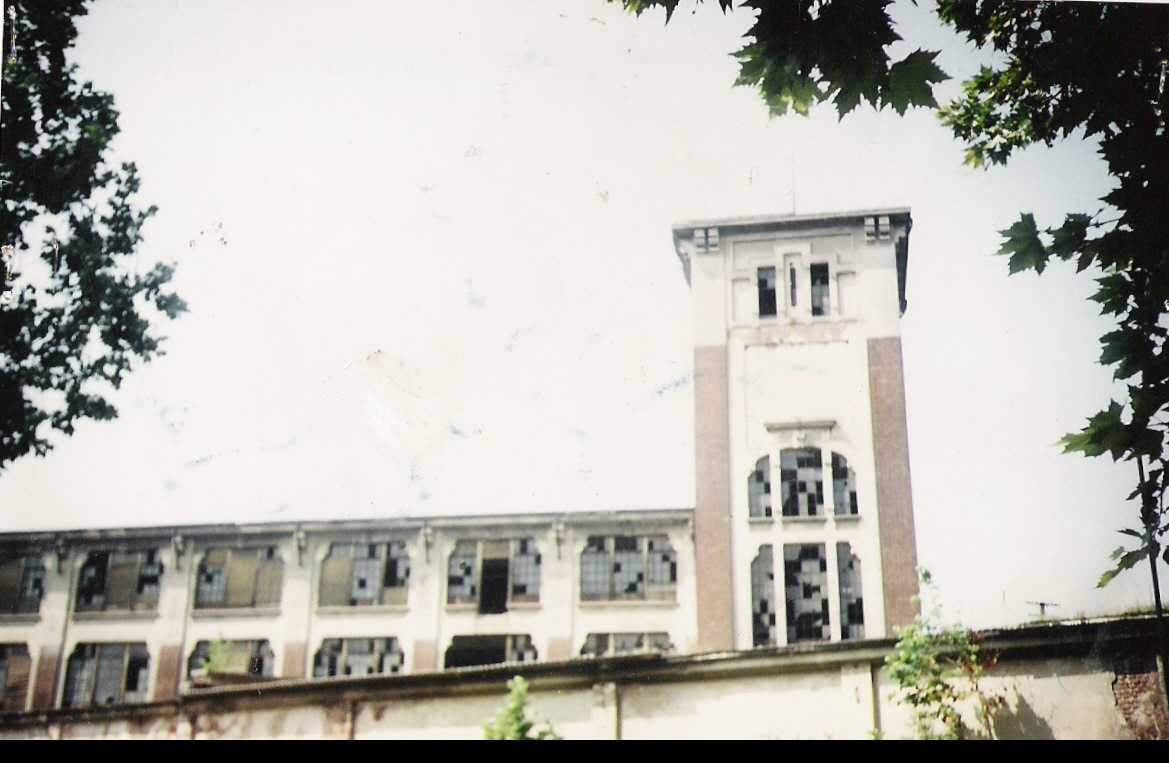
Vista dell'edificio dalle case operaie
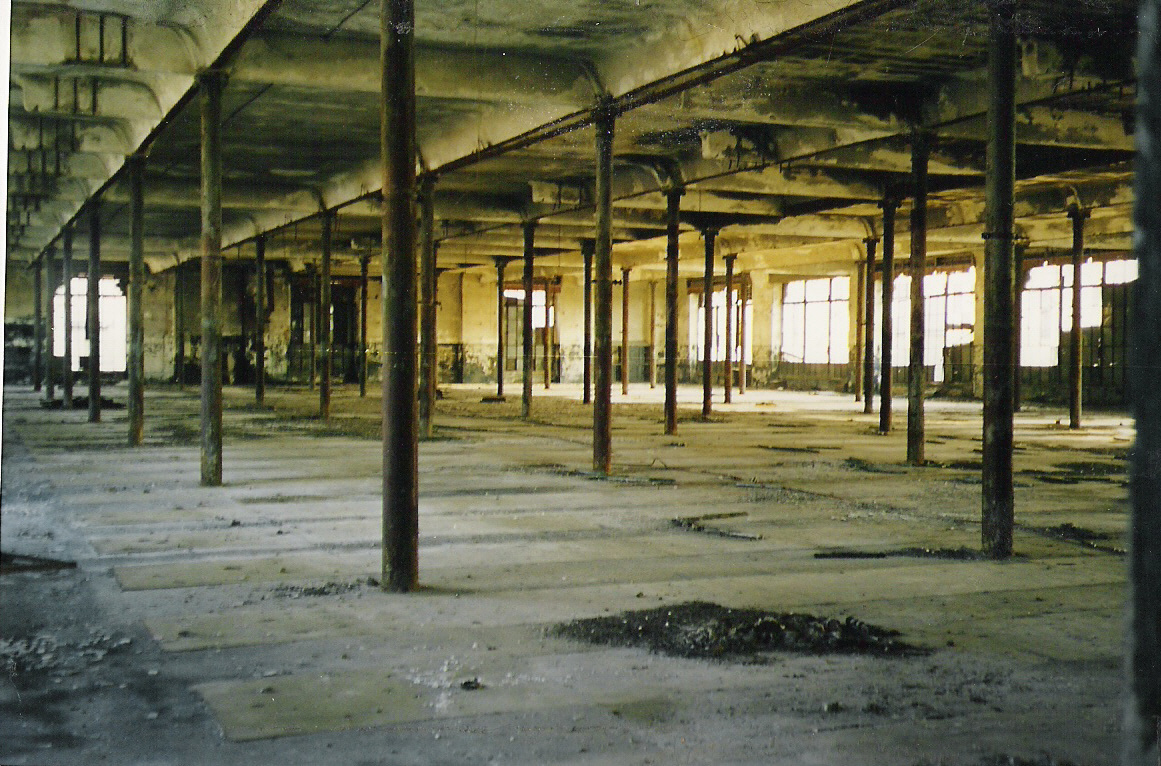
L'interno di uno dei vasti piani
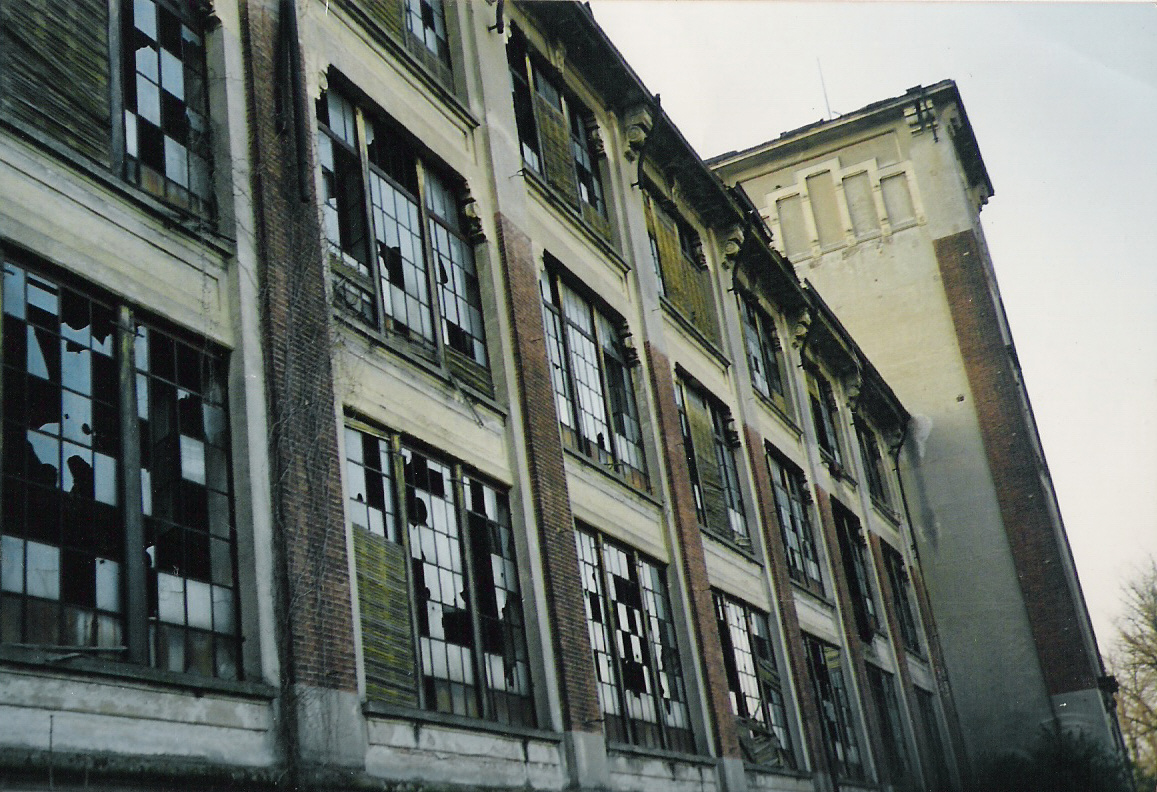
Vista dell'edificio
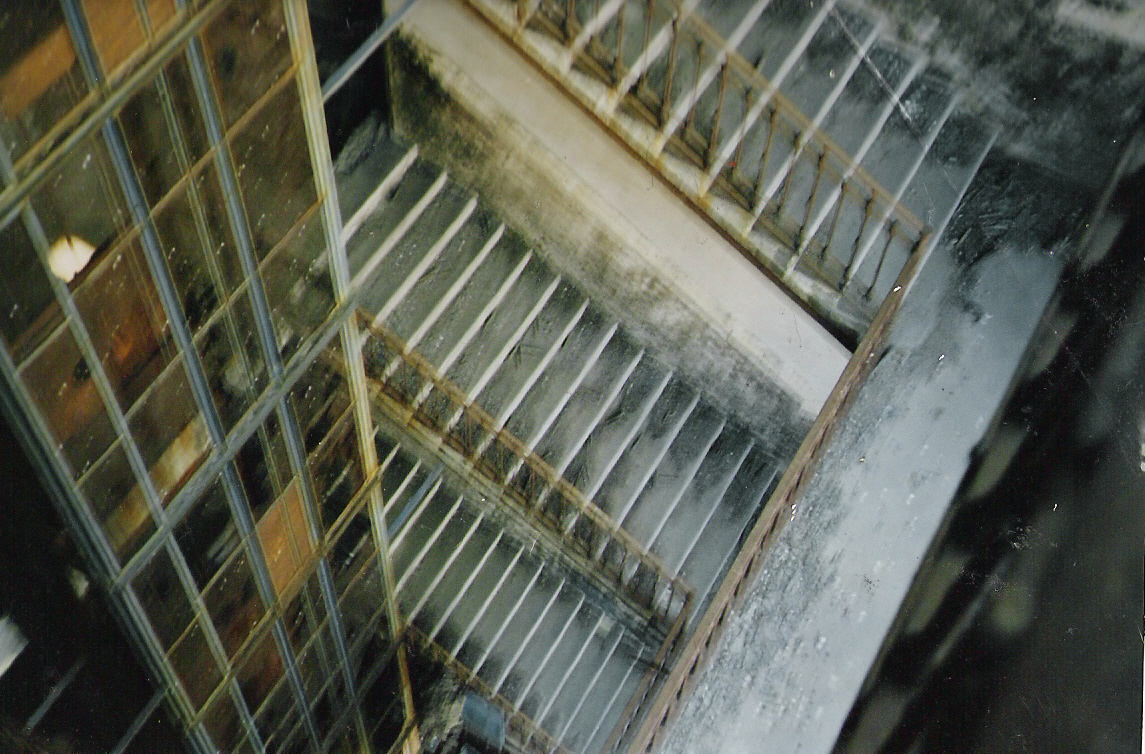
la rampa di delle scale e l'ascensore nella torre
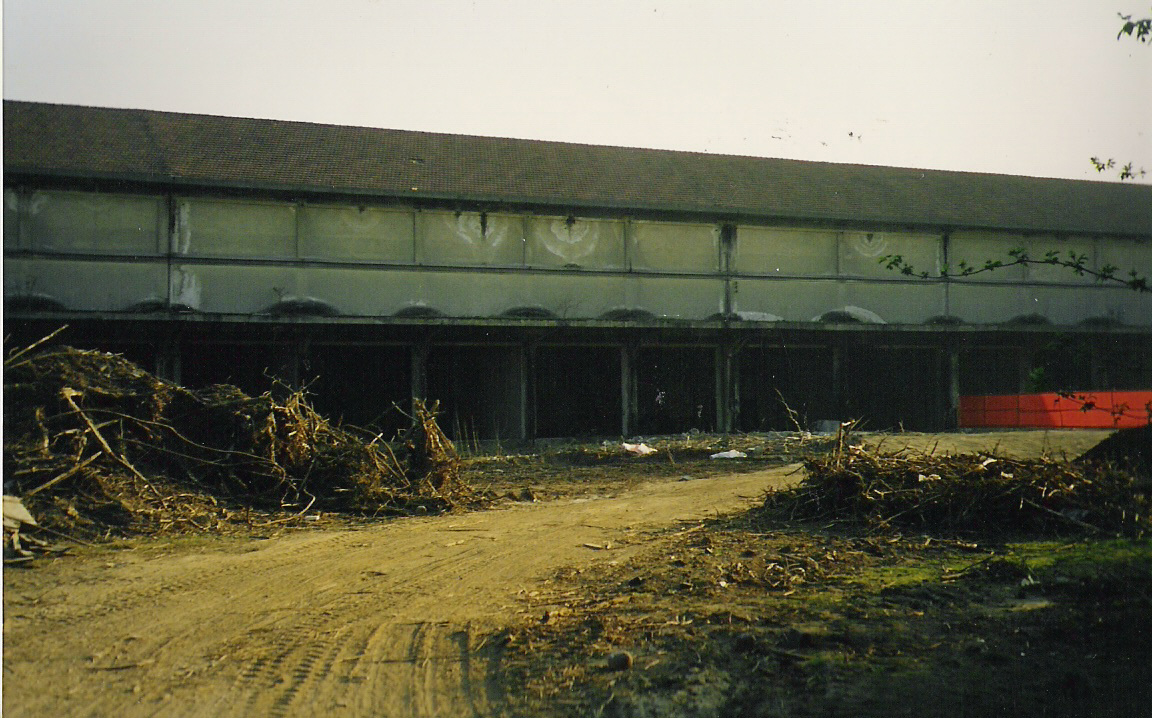
Il capannone della ferrovia di raccordo
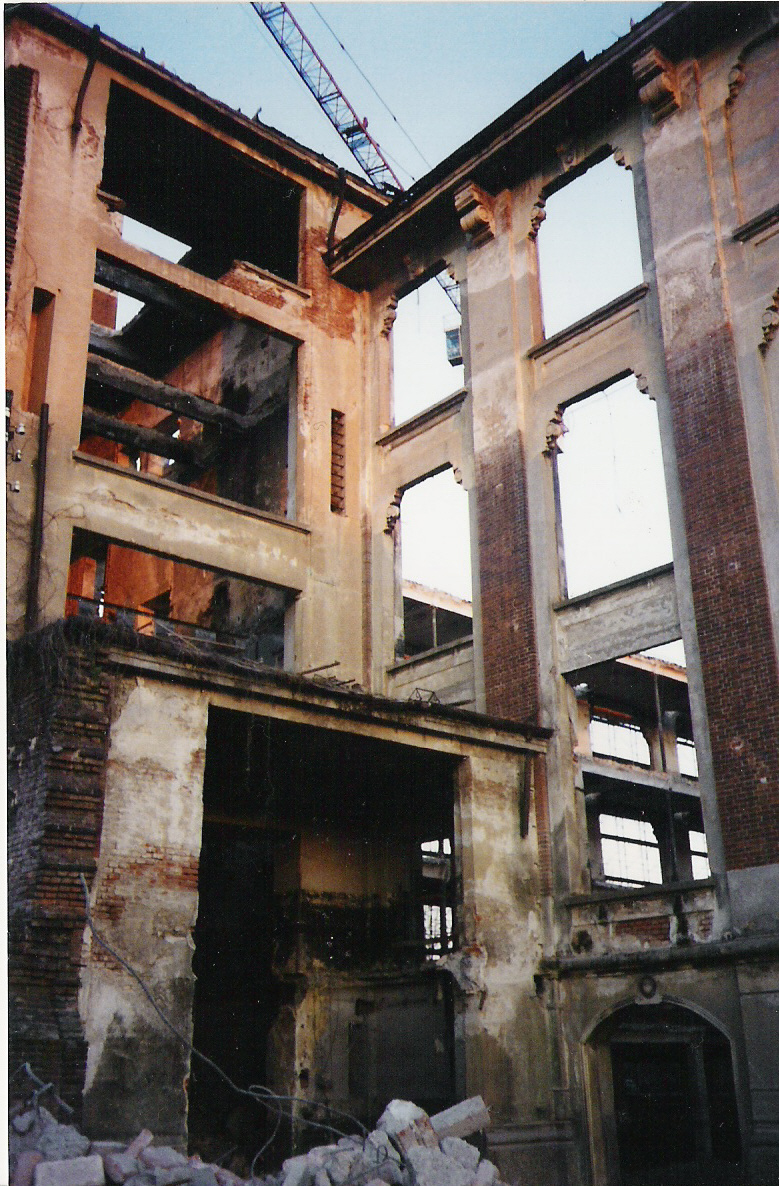
Lo "svuotamento" durante i lavori di ristrutturazione
Panoramica dell'area con l'edificio principale e gli edifici secondari
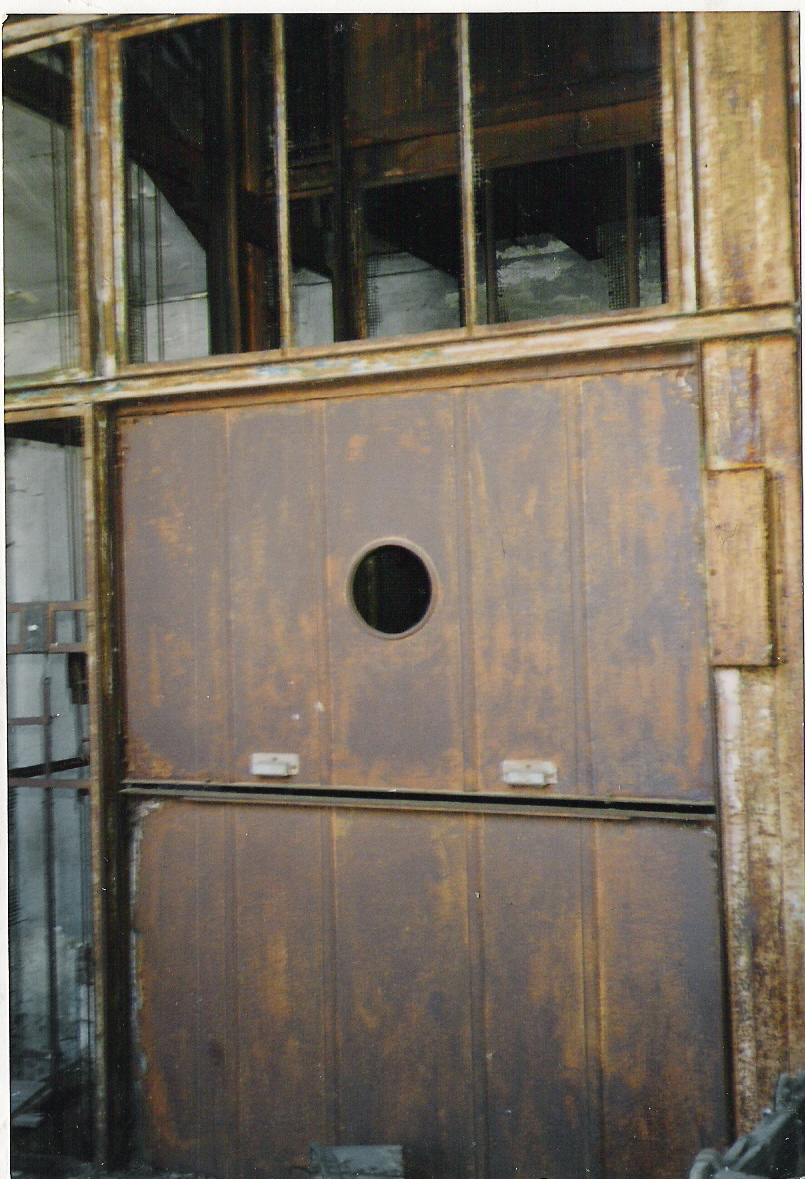
La porta di uno dei montacarichi
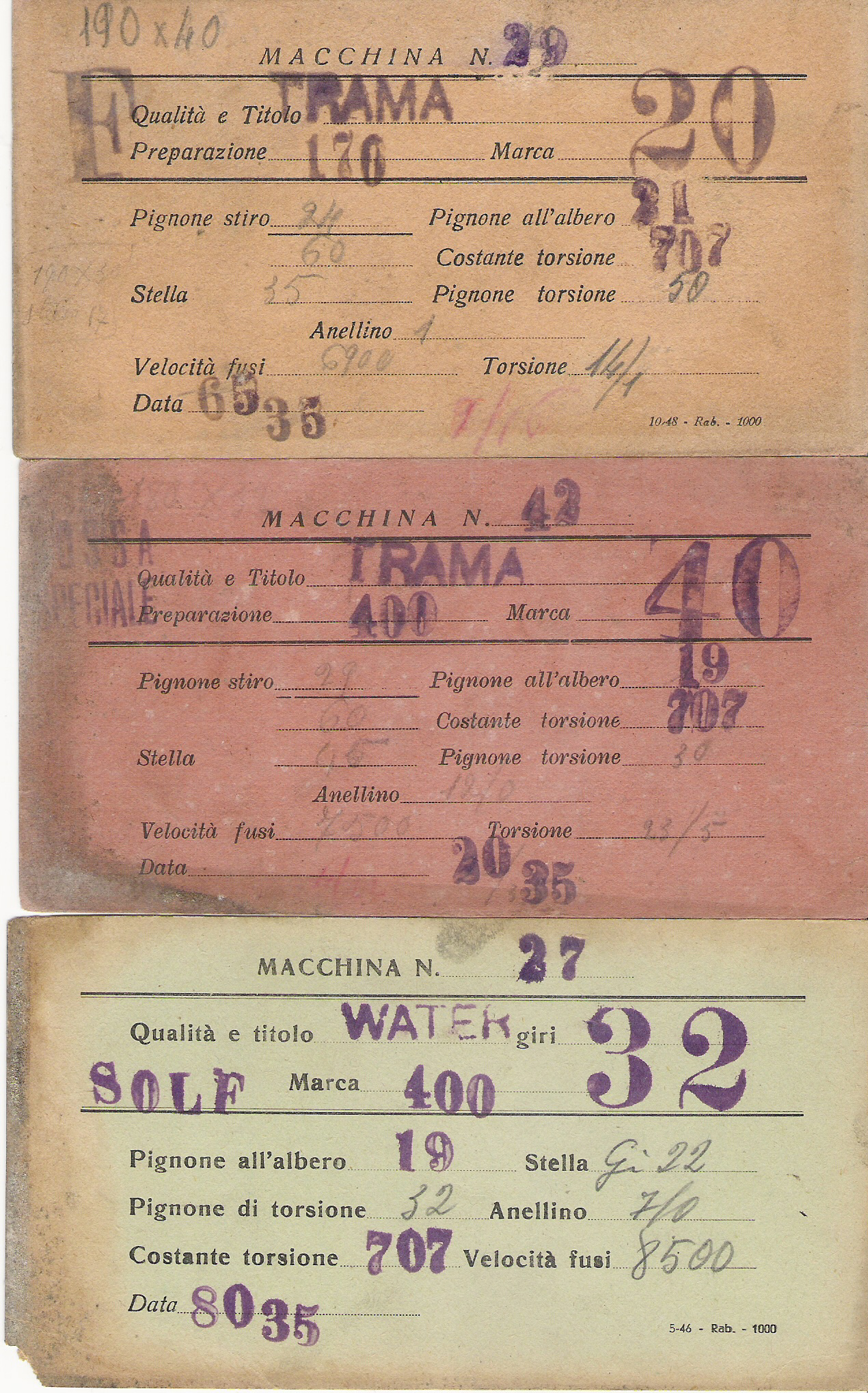
I talloncini identificativi applicati ai filatoi elettrici